# Afera poniżej zera
Afera poniżej zera (ang. Out Cold) – amerykańska komedia sensacyjna z 2001 roku w reżyserii braci Emmetta i Brendana Malloy (The Malloys).

## Fabuła
Bull Mountain, miasteczko na Alasce. Rick, Pig Pen, Luke i Anthony zajmują się głównie jazdą na snowboardzie i przesiadywaniem w barze Lance’a. Problemy zaczynają się w momencie, kiedy syn założyciela miasta – Ted Muntz – postanawia sprzedać górę niejakiemu Johnowi Majorsowi. Nowy właściciel, wbrew woli mieszkańców, zamierza zamienić tę cichą okolicę w hałaśliwy ośrodek turystyczny. W roli współpracownika widziałby Ricka. Sytuację komplikuje fakt, że razem z Majorsem przybywa jego córka Anna, dawna miłość Ricka. Kiedy Pig Pen, Luke i Anthony zostają zwolnieni, a Lance traci bar – przyjaciele z Rickiem na czele postanawiają pozbyć się z miasta Majorsa i potencjalnych inwestorów.

## Obsada
- Jason London – Rick Rambis
- Lee Majors – John Majors
- A.J. Cook – Jenny
- Zach Galifianakis – Luke
- David Koechner – Stumpy
- Derek Hamilton – Pig Pen
- Flex Alexander – Anthony
- Victoria Silvstedt – Inga
- Willie Garson – Ted Muntz
- Caroline Dhavernas – Anna
- Brett Kelly – Toby
- David Denman – Lance
- Matt Doran – Mouse
- Lewis Arquette – tata Muntz
- Thomas Lennon – Eric
- David Koechner – Stumpy
- Rheta Hutton – Pielęgniarka